# Fitilieu
Fitilieu – miejscowość i dawna gmina we Francji, w regionie Owernia-Rodan-Alpy, w departamencie Isère. W 2013 roku jej populacja wynosiła 1889 mieszkańców. 
W dniu 1 stycznia 2016 roku z połączenia trzech ówczesnych gmin – Les Abrets, La Bâtie-Divisin oraz Fitilieu – utworzono nową gminę Les Abrets en Dauphiné. Siedzibą gminy została miejscowość Les Abrets. 